# Leitcheston Dovecot
Der Leitcheston Dovecot ist ein Taubenhaus nahe der schottischen Ortschaft Buckie in der Council Area Moray. 1972 wurde das Bauwerk in die schottischen Denkmallisten zunächst in der Kategorie B aufgenommen. Die Hochstufung in die höchste Denkmalkategorie A erfolgte 1989.

## Geschichte
Das Anwesen Leitcheston war einst Standort von Leitcheston Castle und Sitz des regionalen Lairds. Leitcheston Castle könnte im 16. Jahrhundert erbaut worden, aber auch älter sein. Auf der ersten, um 1846 zusammengestellten Karte der Ordnance Survey ist ein Bauernhof verzeichnet. 1789 erwarb der Duke of Gordon das Anwesen. Von Leitcheston Castle sind keine Spuren erhalten. Heute befindet sich ein neueres Haus auf dem Anwesen.
Der Leitcheston Dovecot wird auf das 17. Jahrhundert datiert.

## Beschreibung
Der Leitcheston Dovecot steht isoliert abseits der A98 rund vier Kilometer südwestlich des Zentrums von Buckie. Das Mauerwerk des Taubenhauses besteht aus Bruchstein, der teilweise grob behauen wurde, mit Natursteineinfassungen. Das Haus schließt mit einem schiefergedeckten Pultdach mit Staffelgiebeln und offenen Schleppdachgauben zum Einflug. Drei schlichte Gesimse verlaufen entlang der Seiten- und rückwärtigen Fassaden. In die Seitenfassaden sind diamantförmige Ventilationsöffnungen eingelassen.
Eine Tür führt links an der südexponierten Hauptfassade ins Innere. Der Innenraum ist in vier miteinander verbundene Räume unterteilt. Diese Anordnung ist als einzigartig im Norden Schottlands beschrieben. Entlang der Wände sind insgesamt 660 steinerne Nistkästen gereiht.